# Новоорлеанский симфонический оркестр
Новоорлеанский симфонический оркестр (англ. New Orleans Symphony) — американский симфонический оркестр, базировавшийся в Новом Орлеане.
Был основан в 1936 г. как любительский коллектив местных музыкантов, собрав, однако, на первое выступление 54 исполнителя и около 3600 слушателей. С началом 1940-х гг. был переведён в профессиональный статус. В 1945 г. выступление вместе с оркестром органиста Оррина Клэйтона Сазерна стало первым выступлением чернокожего солиста с белым симфоническим оркестром американского Юга. Наиболее значительный подъём уровня оркестра был связан с именем Леонарда Слаткина, под руководством которого вместе с коллективом выступали такие солисты, как Ицхак Перлман, Вэн Клайберн и Жан Пьер Рампаль. В послужном списке оркестра — гастроли по 16 латиноамериканским странам в 1956 году и европейское турне 1982 года (19 концертов в пяти странах за 30 дней). Среди любопытных страниц истории оркестра — участие группы струнных в записи песни Фэтса Домино «Прогулка в Новый Орлеан» (англ. Walking to New Orleans; 1960). Кроме того, в юности в составе оркестра играл на трубе Уинтон Марсалис.
Последним руководителем оркестра в 1986—1991 гг. был Максим Шостакович. Эти пять лет были периодом тяжёлой финансовой нестабильности. В результате 27 апреля 1991 г. Шостакович подал в отставку, объявив, что ему не заплатили за весь сезон 1990/1991, после чего и весь оркестр был распущен. Его музыканты, однако, составили основу учреждённого в сентябре 1991 г. Луизианского филармонического оркестра.

## Руководители Новоорлеанского симфонического оркестра
- Артур Зак (1936—1939)
- Оле Виндингстад (1939—1944)
- Массимо Фречча (1944—1952)
- Александр Хилсберг (1952—1961)
- Вернер Торкановски (1963—1977)
- Леонард Слаткин (1977—1979)
- Филипп Антремон (1980—1986)
- Максим Шостакович (1986—1991)